# Billy Hamilton (giocatore di baseball)
William Robert Hamilton, soprannominato "Sliding Billy" (Newark, 16 febbraio 1866 – Worcester, 16 dicembre 1940), è stato un giocatore di baseball statunitense che ha giocato nel ruolo di esterno nella Major League Baseball (MLB). È stato introdotto nella National Baseball Hall of Fame nel 1961.

## Carriera
Hamilton debuttò nelle major league nella American Association con i Kansas City Cowboys nel 1888. Esplose l'anno successivo con una media battuta di .301 con 144 punti e 111 basi rubate. Nel 1890, i Cowboys, che stavano cessando le operazioni,lo cedettero ai Philadelphia Phillies. L'anno seguente guidò la National League in media battuta (.340), punti segnati (141) e valide (179). Per tre stagioni consecutive, Hamilton guidò la lega in basi basi rubate.
Nel 1892, Hamilton batté un fuoricampo che all'inizio della partita e uno che la chiuse. Solo Vic Power (1957), Darin Erstad (2000), Reed Johnson (2003) e Ian Kinsler (2009) sono riusciti a compiere tale impresa. Nel 1893 batté con .380, guidando le major league.
Gli esterni di Philadelphia Hamilton, Sam Thompson, Ed Delahanty e Tuck Turner batterono tutti sopra .400 nel 1894. Quell'anno, Hamilton stabilì il record di tutti i tempi per punti segnati in una stagione (198); da allora, Babe Ruth è stato il giocatore che più si è avvicinato al primato di Hamilton, con 177 punti nel 1921, stabilendo il record dell'American League e della MLB moderna. Hamilton stabilì anche il record per il maggior numero di basi rubate in una partita,col 7 il 31 agosto 1894. Infine stabilì il primato per il maggior numero di gare consecutive con un almeno un punto segnato, con 35 punti in 24 partite nel luglio-agosto 1894.
Hamilton guidò la lega in basi rubate per una quinta volta nel 1895. L'anno successivo si trasferì a Boston, dove disputò le sue ultime sei stagioni. Anche se le sue cifre calarono, segnò comunque più di cento punti in quattro di quelle sei stagioni.
Hamilton si ritirò dopo la stagione 1901. Nel corso della carriera rubò 912 (o 937, a seconda delle fonti) basi, con una media battuta di .344 e 1690 punti in 1591 gare; è uno dei soli tre giocatori ad avere fatto registrare più di un punto in media per ogni gara giocata. La sua percentuale di arrivo in base di .455 lo pone al quarto posto di tutti i tempi dopo Ted Williams, Babe Ruth e John McGraw e le 912 basi rubate sono il terzo risultato di sempre dopo Rickey Henderson e Lou Brock.
Hamilton è il leader di tutti i tempi dei Philadelphia Phillies per media battuta (.361), percentuale di arrivo in base (.468) e basi rubate (508). Detiene i record stagionali dei Phillies per percentuale di arrivo in base (.523 nel 1894), punti (196 nel 1894), basi rubate (111 nel 1891) e volte in base (355 in 1894).

## Palmarès
- Miglior battitore della National League: 2

1891, 1893
- Leader della National League in basi rubate: 5

1889–1891, 1894, 1895
- Philadelphia Baseball Wall of Fame